# Моє ім'я (серіал)
«Моє ім'я» (кор. 마이 네임, латиніз. Mai Neim) — південнокорейський серіал режисера Кім Джін Міна з Хан Со Хі, Пак Хі Сун і Ан Бо Хьон у головних ролях. Сюжет серіалу розгортається навколо дівчини, яка приєднується до банди з метою помститися за смерть свого батька, і стає кротом банди в поліції. Три епізоди з восьми були показані на 26-му Пусанському міжнародному кінофестивалі в новоствореній секції «На екрані» 7 жовтня 2021 року. Серіал вийшов на Netflix 15 жовтня 2021 року.

## Синопсис
Батько Юн Джи У (Хан Со Хі) раптово помирає. Вона відчайдушно хоче помститися тому, хто винен у смерті її батька. Юн Джи У починає працювати на наркозлочинне угруповання Дончхон. Чхве Му Джин (Пак Хі Сун) — бос наркоугруповання. Щоб розкрити причину смерті свого батька Юн Джи У приєднується до відділу поліції та стає кротом для наркогрупи Чхве Му Джина. Юн Джи У призначено працювати у відділі боротьби з наркотиками, її напарником є детектив Чон Піль До (Ан Бо Хьон).

## Акторський склад

### Головні ролі
- Хан Со Хі в ролі Юн Джи У / О Хе Джин:[7] учасниця Дончхона, яка проникає в поліцію під іменем О Хе Джин, прагнучи помститися за вбивство свого батька.

- Пак Хі Сун[en] в ролі Чхве Му Джина: бос Дончхона, найбільшої наркогрупи Кореї. Він довіряє Джи У просто через силу її відчаю. Він був кращим другом батька Джи У.

- Ан Бо Хьон — Чон Піль До: детектив відділу боротьби з наркотиками поліції Інчанг, який стає партнером Хе Джин після того, як вона приєднується до підрозділу. Спочатку він недолюблював Хе Джин, тому що вона зіпсувала операцію, яку він планував 6 місяців.

### Другорядні ролі
- Кім Сан Хо[en] в ролі Ча Гі Хо: керівник відділу боротьби з наркотиками поліції Інчан, який поклявся знищити Дончхон, перш ніж піти на пенсію.

- Лі Хак Джу[en] в ролі Чон Те Джу: член Дончхону, він є найнадійнішим поплічником Му Джина

- Чан Рюл в ролі До Ган Дже: колишній член Дончхону, який поклявся помститися організації після того, як його виключили за спробу зґвалтувати Джи У.

- Юн Кьон Хо[en] в ролі Юн Дон Хуна: батько Джи У та близький друг Му Джина, чиє вбивство починає шлях помсти Джи У.

- Пек Джу Хі[en] в ролі Кан Су Йон
- Мун Сан Мін[en] в ролі Ко Гон Пхьон[8]

## Знімання
11 серпня 2020 року Netflix підтвердили у прес-релізі, що сервіс випустить корейський оригінальний серіал «Під прикриттям» виробництва студії Studio Santa Claus Entertainment Co., Ltd. (на той час — Fleet Co., Ltd.), написаний сценаристом серіалу «Роман з ризиком для життя» Кім Ба Да та знятий режисером телесеріалу «Позашкільна освіта» Кім Джін Міном. У вересні 2020 року було затверджено акторський склад серіалу. Знімання почали в листопаді 2020 року і завершили в лютому 2021 року.
Актори Хан Со Хі та Лі Хак Джу раніше працювали разом у драматичному серіалі JTBC 2020 року «Світ подружньої пари». Серіал також відзначає другу співпрацю акторів Ан Бо Хьон і Юн Кьон Хо, які знімалися разом у серіалі «Ітхевон клас», який також транслювався на JTBC у 2020 році.

## Відгуки
На агрегаторі відгуків Rotten Tomatoes, серіал має 100 % позитивних відгуків критиків.

## Відзнаки

### Нагороди та номінації
| Церемонія нагородження                | Рік  | Категорія                                                   | Номінант   | Результат | Прим.         |
| ------------------------------------- | ---- | ----------------------------------------------------------- | ---------- | --------- | ------------- |
| Премія «Зірок МААТР»                  | 2022 | Нагорода за високу майстерність, Найкраща акторка OTT драми | Хан Со Хі  | Номінація | [ 11 ] [ 12 ] |
| Премія «Зірок МААТР»                  | 2022 | Нагорода за майстерність, Найкращий актор OTT драми         | Ан Бо Хьон | Перемога  | [ 11 ] [ 12 ] |
| Премія «Зірок МААТР»                  | 2022 | Найкращий актор другого плану                               | Юн Кьон Хо | Номінація | [ 11 ] [ 12 ] |
| Премія «Зірок МААТР»                  | 2022 | Нагорода «Популярна зірка» (акторки)                        | Хан Со Хі  | Номінація | [ 11 ] [ 12 ] |
| Премія мистецтв Пексан                | 2022 | Найкраща жіноча роль                                        | Хан Со Хі  | Номінація | [ 13 ]        |
| Телевізійна премія «Блакитний дракон» | 2022 | Найкращий актор другого плану                               | Ан Бо Хьон | Номінація | [ 14 ]        |
| Телевізійна премія «Блакитний дракон» | 2022 | Найкращий новий актор                                       | Чхан Рюль  | Номінація | [ 14 ]        |
| Телевізійна премія «Блакитний дракон» | 2022 | Найкраща нова акторка                                       | Хан Со Хі  | Номінація | [ 14 ]        |

### Рейтингові списки
| Видавець | Рік  | Список                                 | Місце | Прим.  |
| -------- | ---- | -------------------------------------- | ----- | ------ |
| NME      | 2021 | 10 найкращих корейський драм 2021 року | 7-ме  | [ 15 ] |